# Nocarodes gibbosus
Nocarodes gibbosus är en insektsart som beskrevs av Leo L. Mishchenko 1951. Nocarodes gibbosus ingår i släktet Nocarodes och familjen Pamphagidae. Inga underarter finns listade i Catalogue of Life.